# Chaerophyllum crinitum
Chaerophyllum crinitum är en flockblommig växtart som beskrevs av Pierre Edmond Boissier. Chaerophyllum crinitum ingår i släktet rotkörvlar, och familjen flockblommiga växter. Inga underarter finns listade i Catalogue of Life.